# BADR-4
BADR-4 (vormals Arabsat-4B) ist ein Kommunikationssatellit der Arab Satellite Communications Organization (ARABSAT).
Er wurde am 8. November 2006 um 20:01 UTC mit einer Proton-M/Bris-M-Trägerrakete vom Raketenstartplatz Baikonur in eine geostationäre Umlaufbahn gebracht. Der Satellit wurde auf der Position 26° Ost ausgesetzt und soll dort die arabische Welt und die benachbarten Staaten unter anderem mit Fernsehempfang versorgen.
Er wurde auf Basis des Eurostar E2000+-Satellitenbusses der Astrium gebaut und besitzt eine geplante Lebensdauer von 15 Jahren.
Der Satellit trägt 28 Transponder, die im Ku-Band senden.